# 삼십인 정권
삼십인 정권(Thirty Tyrants)은 기원전 404년경 펠로폰네소스 전쟁에서 패한 아테네에서 성립된 친 스파르타 과두정 정권이다. 삼십인 참주(고대 그리스어: οἱ τριάκοντα τύραννοι)라고도 불린다. 리산드로스의 요청으로, 삼십인이 선출되었으며, 단지 합법적 위원회가 아니라 정부로 구성되었다. 삼십인 참주라는 명칭이 처음 사용된 것은 아테네의 변론작가 폴리크라테스가 민주파인 트라쉬불로스를 칭송하는 변론이라고 알려져 있다. 채 1년도 가지 못하고 붕괴되었다. 지도자격 참주들은 소크라테스의 측근 크리티아스, 온건파 테라메네스(en), 아폴로도로스의 아들 카리클레스였다.

## 개요
기원전 404년 펠로폰네소스 전쟁에서 패한 아테네는 스파르타의 강한 영향 하에 30명에 의한 친스파르타의 과두정권이 성립되었다. 정권 성립 초에 지나친 민주정 정부가 아테네 패인의 원인이었다고 생각했던 아테네의 귀족이나 부유층은 이 사태를 예상할 것으로 파악했다. 그러나 곧 삼십인 정권은 공포정치를 통해 귀족 부유층과 대립 세력을 차례로 숙청하고, 재산을 강탈하고, 동료들 중에서도 온건파였던 테라메네스(en)를 살해했다. 따라서 이 정권에 대한 실망과 반발이 강해지고, 기원전 403년에 트라쉬불로스가 이끄는 민주정 지지 세력과 삼십인 정권 사이에 내전이 시작되었다.
민주정 지지 세력은 퓔레(en)(en)의 요새를 점거하고 아하르네스와 피레아스 항구의 무니키아(en)로 진군했다. 피레아스 공방전에서 삼십인 정권의 지도자격인 크리티아스가 전사하고 피레아스에서 패배한 삼십인 참주들중 잔당은 엘레우시스로 물러나고 이후 삼천명의 과두정 지지자들이 전투를 계속했다. 스파르타는 파우사니아스 왕이 이끄는 군대를 삼십인 정권의 원군으로 보냈다. 민주 정부 지지자들은 고전하고 트라쉬불로스는 메토이코이(el)(체류 외국인)들 또논 노예들의 참여를 호소했다.
역사를 통해 다양한 명분이 있지만, 파우사니아스 왕은 아테네의 민주파와 과두파의 분쟁의 조정을 하고 아테네는 민주 정권으로 회귀했다. 트라쉬불로스는 대사면을 하고 끝없는 보복 전쟁을 막기 위해 노력했다. 화해 계약은 다음과 같은 내용이었다.
- 삼십인 정권 지지자들 중에 희망하는 자는 엘레우시스로 이주할 수 있으며, 시민권은 잃지 않는다.
- 삼십인 정권 하에서 사건은 정권 중추였던 사람을 제외하고 사면을 실시한다.
- 전비는 모두 상환한다.
- 몰수된 재산은 부동산 소유자에게 반환한다. 동산은 매각이 완료된 물건은 구매자에 속하며, 매각 되지 않은 물건은 반환한다.

당초 트라쉬불로스는 피레아스에서 돌아온 모든 참가자들에게 시민권을 인정하려했다. 시민권의 부여는 민회의 결의로 가결되었지만, 아르키누스(en)는 이 결의가 의회를 거치지 않았기에 불법으로 의안했다. 아루키노스는 퓔레(en)(en)에서 참가자를 표창한 후 내전의 화해로 다음과 같은 정책을 추진했다.
- 삼십인 정권 측 시민의 엘레우시스 이주 제지.
- 시민권 부여 결의의 취소.
- 특사의 준수.

그 전인 기원전 401년에 삼십인 정권 측의 엘레우시스를 아테네가 공격한 후 양자는 화해하고 분열된 폴리스는 통합되었다. 트라쉬불로스의 제안에 의해 민주 정부 측에서 내전에 참가한 비시민은 다음과 같은 보상을 받을 수 있었다.
- 초기에 퓔레를 점거했을 때부터 참가자: 시민권
- 피레아스의 무니키아(en)에서의 전투에서 참가자: 시민과 동등한 세금부담의 특권 (이소테레이아)
- 그 이후 참가자: 상동

아테네는 민주 정권으로 돌아왔지만, 시민 간의 갈등은 남아 있었다. 특사는 지켜지지 했지만, 삼십인 정권 시절의 행동을 놓고 다른 이유로 고소하는 재판이 다발했다.

## 구성원
크세노폰의 《헬레니카》에 따르면, 삼십인 정권의 구성원은 다음과 같다.
- 폴리카레스, 크리티아스, 멜로비오스, 히폴로코스, 에우클레이데스
- 히에론, 므네실로코스, 크레몬, 테라메네스(en), 아레시아스
- 디오클레스, 파이드리아스, 카이렐레오스, 아나이티오스, 페이손(Peison)
- 소포클레스 (비극시인 소포클레스와는 다른 사람), 에라토스테네스, 카리클레스, 오노마클레스
- 테오그니스, 아이스키네스, 테오게네스, 클레오메데스, 에라시스트라토스
- 페이돈(Pheidon), 드라콘티데스, 에우마테스, 아리스토텔레스(철학자 아리스토텔레스와는 다른 사람 it), 히포마코스, 므네시테이데스